# Pontos extremos da Lituânia

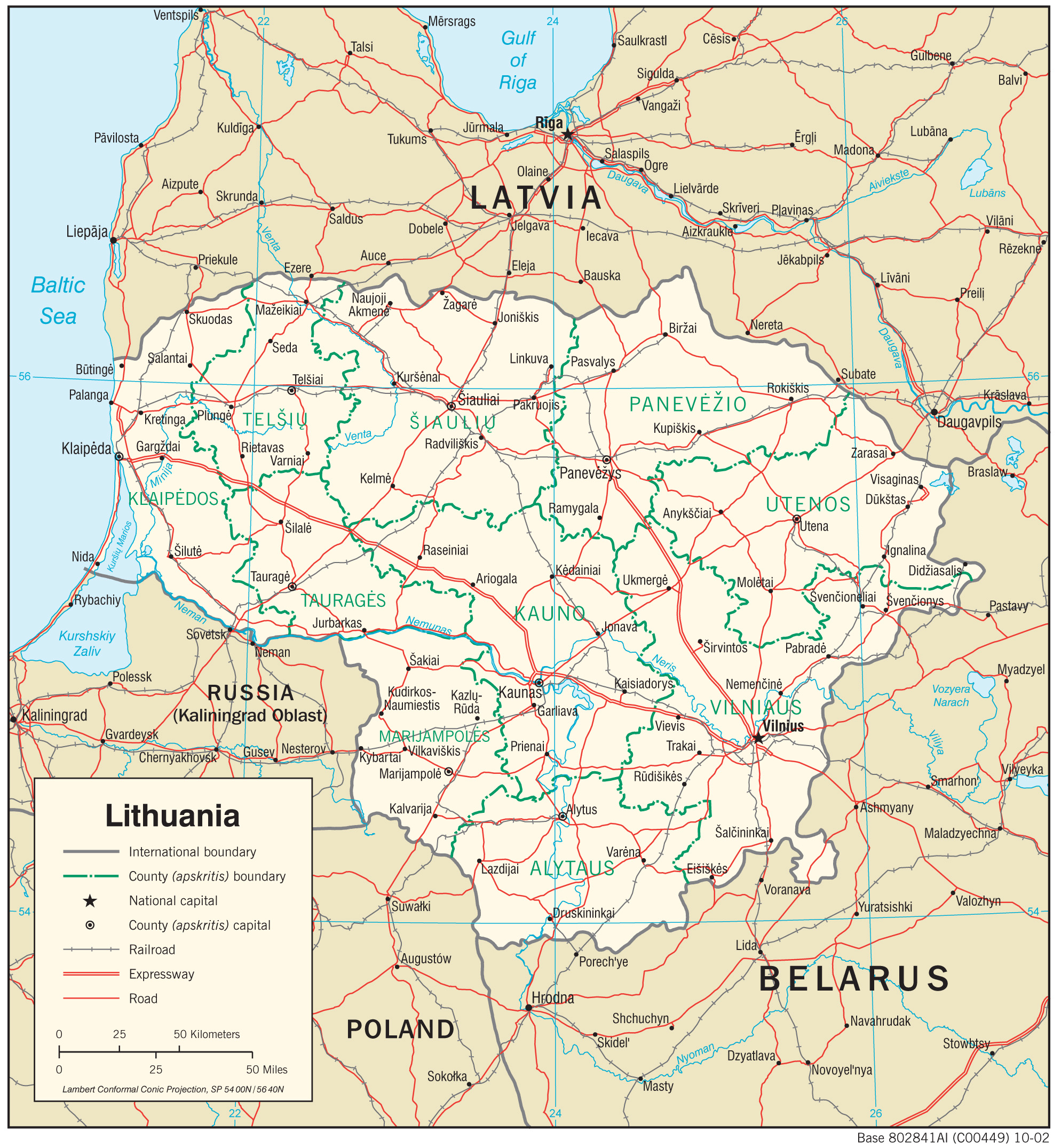
Mapa da Lituânia

Esta é a lista dos Pontos extremos da Lituânia, onde estão as localidades mais ao norte, sul, leste e oeste, bem como os extremos altimétricos.

## Latitude e longitude
- Ponto mais setentrional: Perto da antiga vila de Lemkinè, nas margens do Rio Nemunėlis, no Biržai (56° 27′ 01″ N, 24° 53′ 05″ L)
- Ponto mais meridional: Varėna (53° 53′ 48″ N, 24° 21′ 07″ L)
- Ponto mais ocidental: Istmo da Curlândia
- Ponto mais oriental: perto da vila de Vosiūnai em Ignalina (55° 17′ 08″ N, 26° 50′ 08″ L)

## Altitude
- Ponto mais alto: Aukštojas Hill, 294 m
- Ponto mais baixo: Ilha Rusnė, -27 m